# Habanero

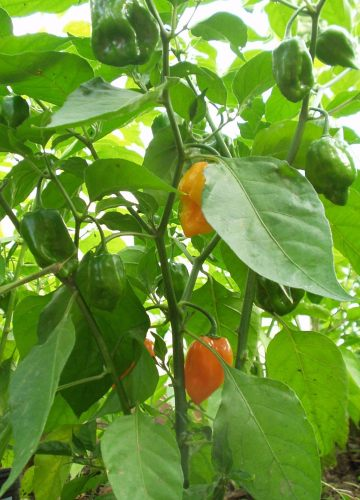
Habanero-Pflanze (Capsicum chinense)

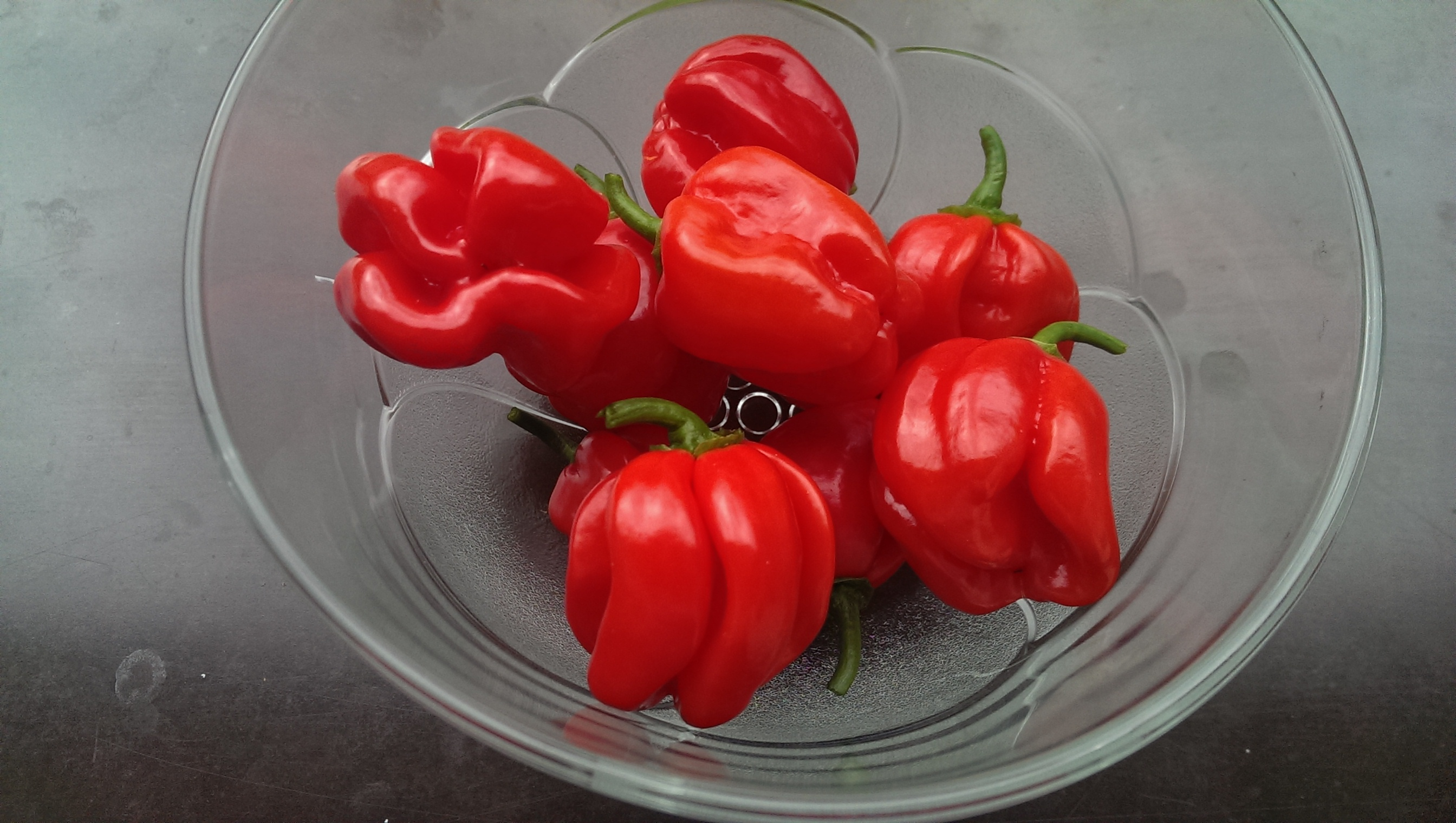
Habanero-Früchte

Habanero ist eine Sorte der Pflanzenart Capsicum chinense. Sie gehört zur Gattung Paprika (Capsicum) in der Familie der Nachtschattengewächse (Solanaceae). Habaneros gehören zu den schärfsten Chilisorten. 

## Ursprung und Vorkommen
Weil der Name Habanero so viel wie „aus Havanna stammend“ bedeutet, wird oft irrtümlich angenommen, dass die Habaneros aus Kuba stammen. Dort wurden sie früher auch gehandelt. Recherchen der jüngeren Zeit lassen jedoch vermuten, dass der tatsächliche Ursprung die Halbinsel Yucatán ist. Nachdem Europäer die Pflanze entdeckt hatten, verbreiteten sie die Habanero so schnell über den Globus, dass Taxonomen des 18. Jahrhunderts fälschlicherweise ihren Ursprung in China sahen und sie als Capsicum chinense, chinesische Paprika, bezeichneten.
Habaneros werden hauptsächlich auf der Halbinsel Yucatán angebaut. Dort findet man vorwiegend orange und gelbe Habaneros. Die roten Varianten stammen meist aus der Karibik. Andere Erzeuger sind Belize, Panama und Costa Rica sowie die US-Bundesstaaten Texas, Idaho und Kalifornien.

## Beschreibung

### Allgemein
Die Pflanze wird bis zu 120 cm hoch. Die Früchte werden 2,5–6 cm lang und etwa 2,5 cm breit. Typisch sind die im Vergleich zu anderen Capsicum-Arten breiten Blätter und die meist grünlichen kleinen Blüten. Je nach Habanerosorte werden die zunächst grünen Früchte gelb, orange, rot oder auch braun.

### Habanerovarietäten und -züchtungen
Oft wird der Begriff Habanero synonym für alle Sorten der Art Capsicum chinense verwendet, weshalb Habaneros in einer Vielzahl von Formen, Farben und auch (Frucht-)Größen auftreten. Begründet durch den stärker werdenden Hobbyanbau von Chilis werden neue Züchtungen vorgestellt, die mit besonderen Eigenschaften hervorstechen sollen.
Hier eine Zusammenstellung wichtiger und außergewöhnlicher Habanerosorten:
- Red Savina beanspruchte lange Zeit den Titel der schärfsten Chili der Welt, bevor dieser von der Sorte Naga Jolokia in Anspruch genommen wurde. Der Rekordwert lag bei 577.000 Scoville-Einheiten für Red Savina und 1.001.304 für Naga Jolokia. Vom selben Züchter stammt die ähnlich scharfe orange Variante Francisca.
- Habanero Chocolate oder Brown Habanero reifen braun ab und sehen dadurch oft schokoladenartig aus.
- Einigen Züchtern gelang es, Sorten zu etablieren, die den typischen Habanero-Geschmack ohne die extreme Schärfe bieten. Zu diesen Sorten gehören unter anderem Habanero St. Lucia Island, NuMex Suave und Aji Dulce.
- Fatalii: gelb, aus Zentralafrika
- Datil: orange, klein und spitz zulaufend, aus Datil (New Mexico)

## Verwendung

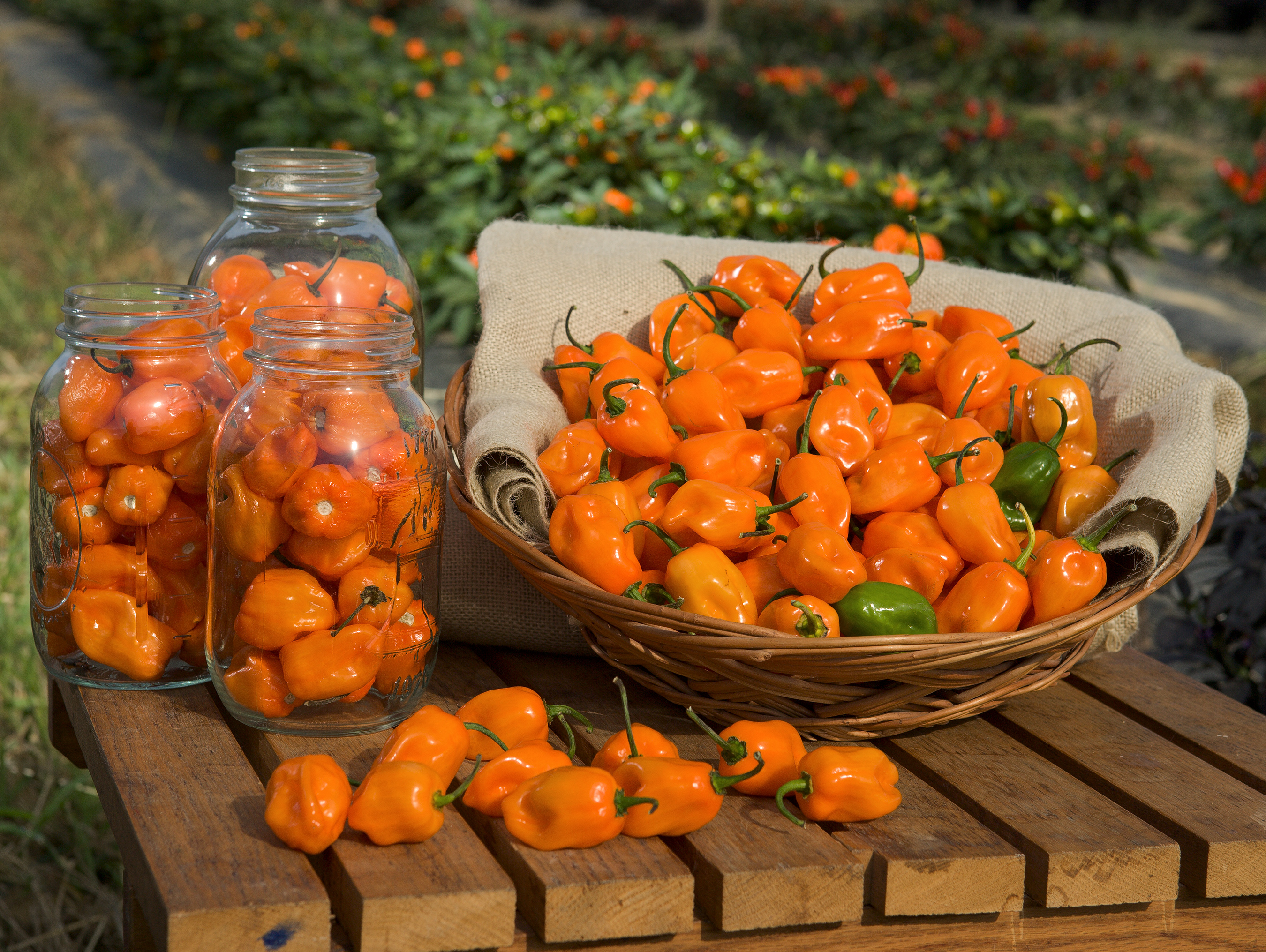
Habanero-Früchte

Habaneros gehören zu den schärfsten Chilis. Die auf der Scoville-Skala gemessenen Werte für Habaneros betragen zwischen 100.000 und 577.000 Einheiten (s. o.). Der Geschmack ist tropisch-fruchtig. In Mexiko, Brasilien und Peru sind Habaneros fester Bestandteil der Küche.

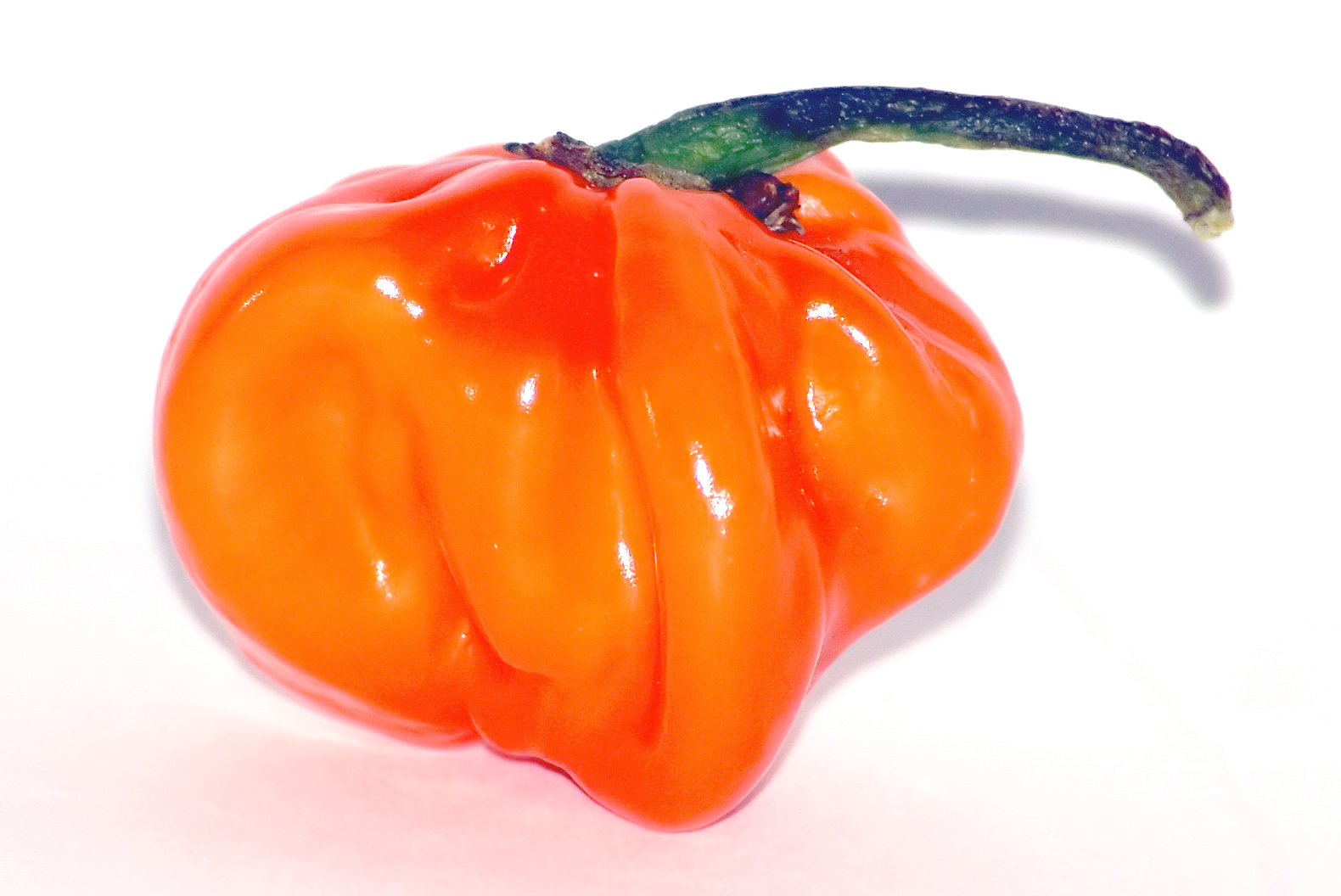
Frucht
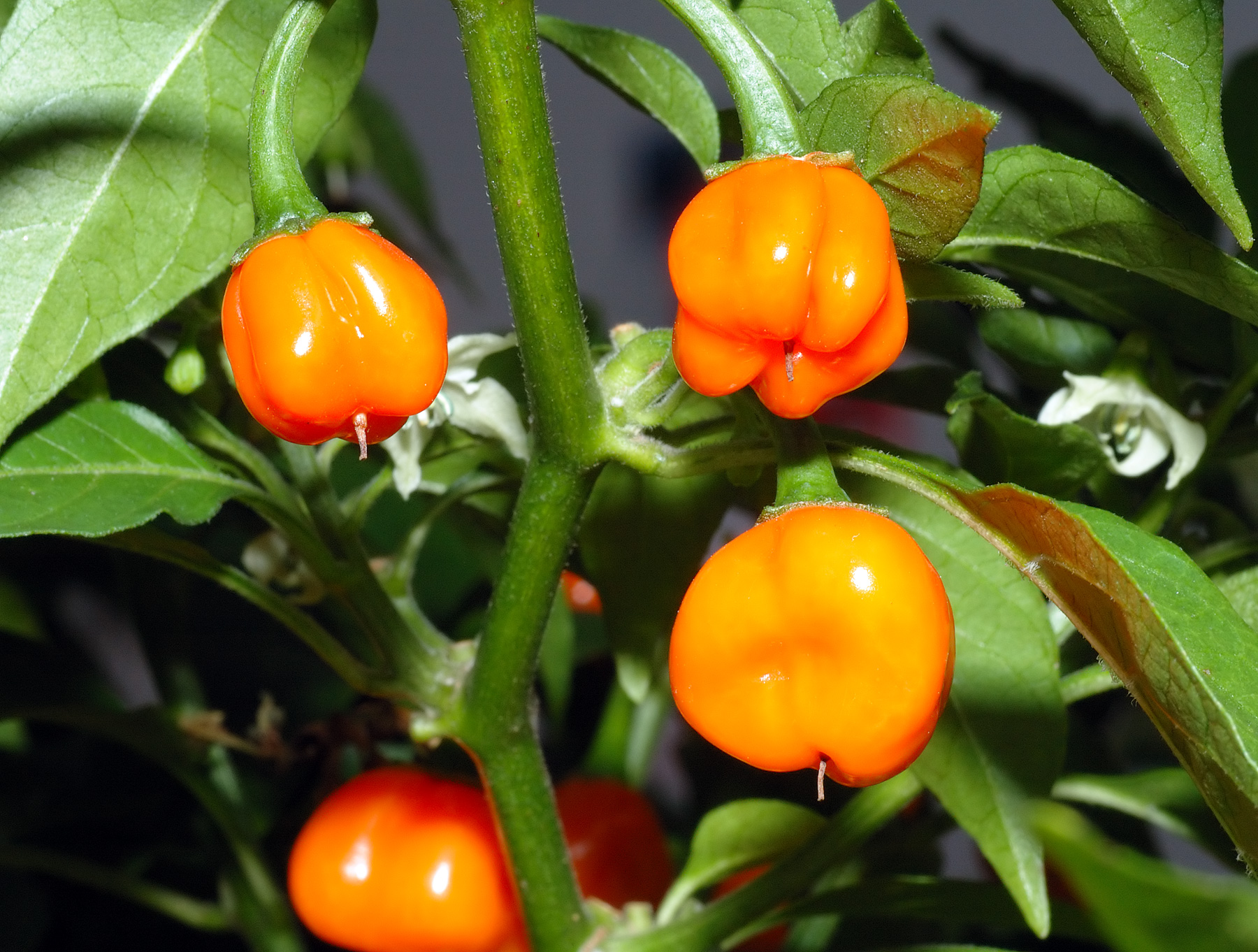
Früchte am Strauch
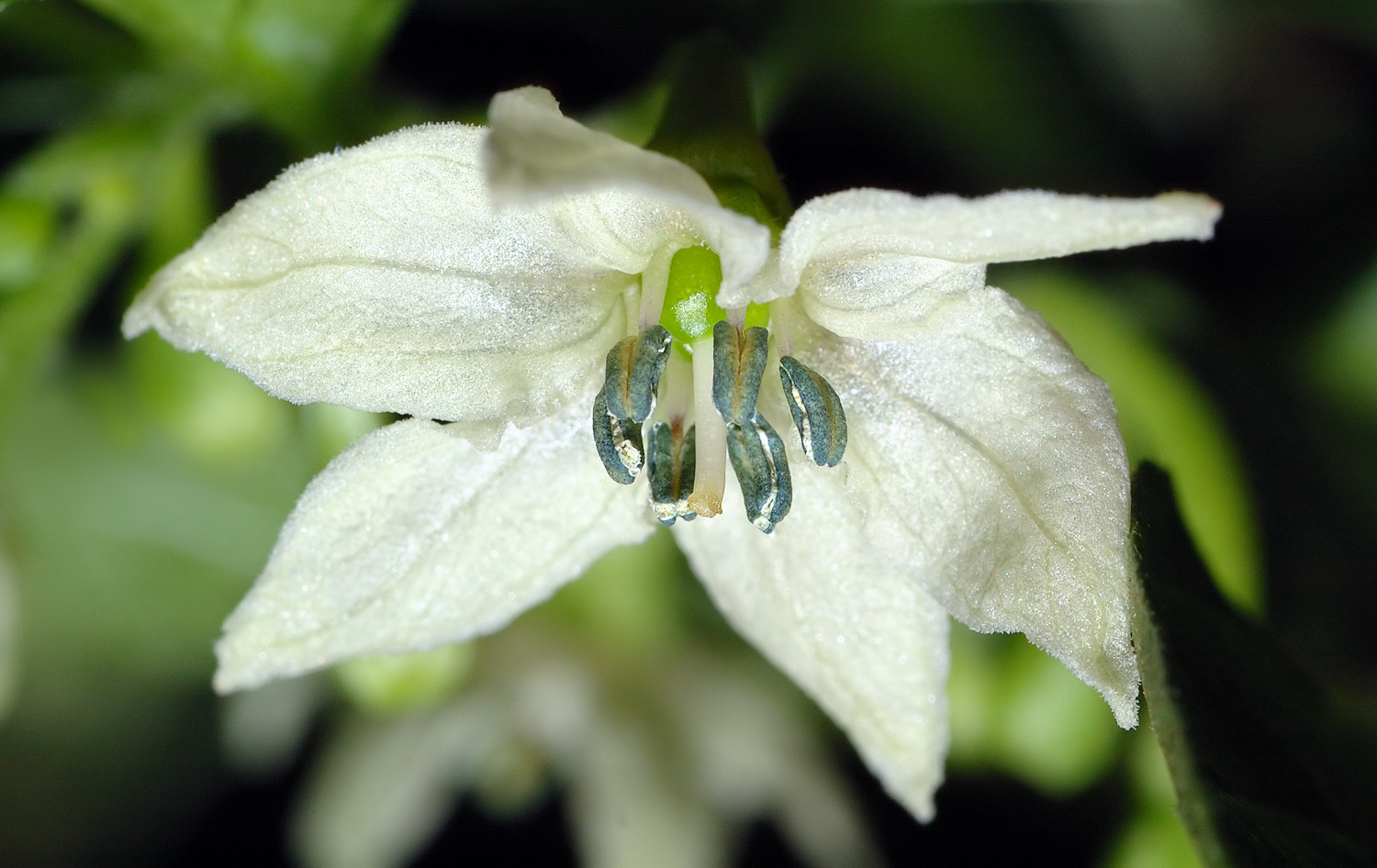
Blüte